# Helen Maroulis
Helen Maroulis (19 de setembre del 1991) és una lluitadora greco-estatunidenca que competeix en la categoria de 55kg de dones. Va aconseguir la Medalla d'or en els mundials de 2015 a Las Vegas, Nevada i una altra medalla d'or als Jocs Panamericans de 2011 a Guadalajara, Mèxic.
Va participar representant als Estats Units els Jocs Olímpics d'estiu de 2016.

## Biografia
Helen Maroulis va néixer a Rockville, Maryland, filla de John i Paula Maroulis. Va estudiar al Magruder Institut durant tres anys i llavors es va inscriure al Marquette Institut de Marquette, Michigan, on es va unir al Centre d'Educació Olímpica de la Universitat de Michigan del Nord.